# Bogenbrücke auf der Karlshöhe

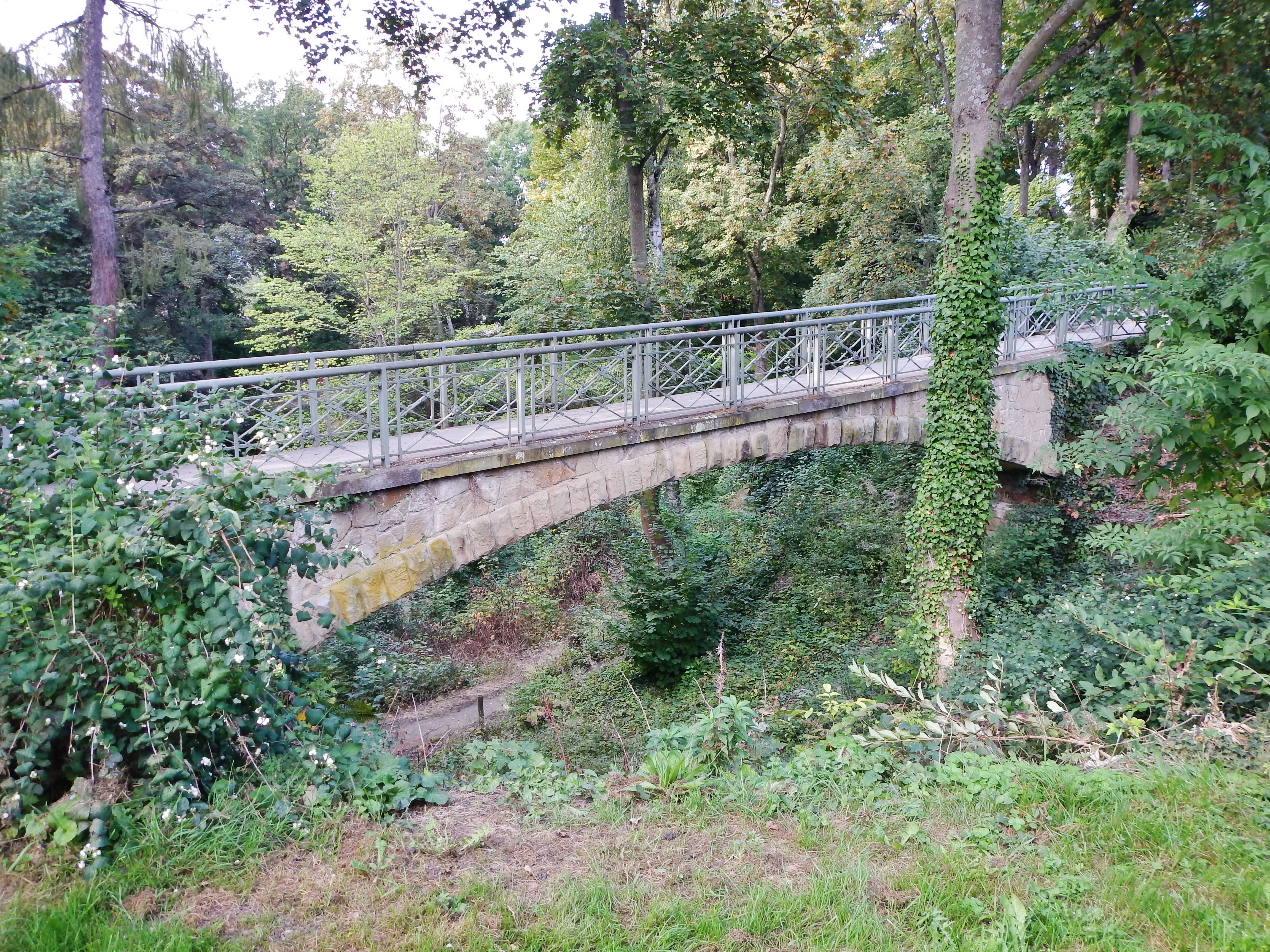
Bogenbrücke auf der Karlshöhe, 2013

Die Bogenbrücke auf der Karlshöhe ist eine als Fußgängerbrücke dienende Steinbogenbrücke mit Eisengeländer auf der Karlshöhe in Stuttgart, die unter Denkmalschutz steht. 

## Geschichte
Die circa 15 Meter lange Brücke entstand 1889 auf Veranlassung des Verschönerungsvereins Stuttgart e. V. als Ersatz für eine Holzbrücke aus dem Jahr 1864, als die gesamte Anlage zum 25-jährigen Regierungsjubiläum von König Karl umgestaltet wurde. Brücken waren damals ein beliebtes Gestaltungselement in der Gartenkunst, insbesondere im Englischen Landschaftsgarten. Das Bauwerk überquerte dabei ursprünglich die Zufahrt zum ehemals dort befindlichen Steinbruch und schuf einen ebenerdigen Rundweg um dessen Trichter. Der Steinbruch lieferte auch den ortstypischen Schilfsandstein für den Fußgängerübergang, den Baurat und Architekt Karl Kölle (* 1857; † 1927) plante.
Zu Beginn des 20. Jahrhunderts verlor die Brücke ihre ursprüngliche Funktion allerdings größtenteils. Damals ließ Julie Siegle, die Frau des Fabrikanten Gustav Siegle, in der Nachbarschaft ihr Sommerwohnhaus errichten, weshalb die vormalige Steinbruchzufahrt aufgeschüttet und – in Verlängerung der Humboldtstraße – eine Straße für die Baufahrzeuge angelegt wurde. Somit entstand parallel zur Brücke ein Damm, der heute ebenfalls ausschließlich Fußgängern dient.  
Bei der Inventarisierung der Kulturdenkmale der Landeshauptstadt in den Jahren 1988/1989 wurde die Brücke, in Sachgesamtheit mit der umgebenden Parkanlage, in die Liste der Kulturdenkmale in Stuttgart-Süd aufgenommen.